# Hybridní šifrování
Hybridním šifrováním respektive hybridním šifrovacím systémem se v kryptografii rozumí takové šifrovací protokoly, které kombinují šifry asymetrické a symetrické kryptografie.
Asymetrické šifry nabízejí možnost, že pro šifrování a dešifrování slouží jiný klíč, odesilatel a příjemce tak nemusí předem sdílet žádné tajemství. Daní za to je jejich nižší rychlost, neboť jsou obvykle vystaveny na netriviálních matematických výpočtech. Naopak symetrické šifry jsou velmi rychlé.
Hybridní systém spojuje výhody obou řešení tím, že nejprve náhodně vygeneruje klíč pro symetrickou šifru a zašifruje jím zprávu, poté klíč samotný zašifruje asymetricky a spolu se šifrovanou zprávou ho odešle příjemci. Ten si pomocí asymetrické šifry klíč dešifruje a pak pomocí klíče k symetrické šifře dešifruje i zprávu samotnou.
Pomocí pomalé asymetrické šifry se tak šifruje pouze krátký klíč, zatímco samotná zpráva, která může být velmi dlouhá, je šifrována rychlou šifrou symetrickou.
Bezpečnost systému je závislá na bezpečnosti obou použitých šifer.